# Silvia Artola
Silvia Artola (* 5. April 1985) ist eine nicaraguanische Gewichtheberin.

## Karriere
Artola war bei den Panamerikanischen Spielen 2007 in Rio de Janeiro Achte in der Klasse bis 53 kg. Bei den Panamerikanischen Meisterschaften 2008 erreichte sie den siebten Platz in der Klasse bis 58 kg. 2009 wechselte sie wieder in die Klasse bis 53 kg und wurde bei den Panamerikanischen Meisterschaften Fünfte. Bei den Panamerikanischen Spielen 2011 in Guadalajara trat sie wieder in der Klasse bis 58 kg an und erreichte den fünften Platz. 2012 wurde sie allerdings bei einer Dopingkontrolle positiv auf Methylhexanamin getestet und für zwei Jahre gesperrt. Nach ihrer Sperre war sie bei den Panamerikanischen Meisterschaften 2014 Siebte. 2015 erreichte sie bei den Panamerikanischen Spielen in Toronto den fünften Platz in der Klasse bis 63 kg.